# Seldi Qalliu
Seldi Qalliu, känd som Seldi, född 5 januari 1987 i Tirana, är en albansk sångare.
2006 debuterade han i Kënga Magjike 8 med låten "Unë dhe ti" med vilken han slutade på 30:e plats på 18 poäng. Qalliu deltog året därpå i Kënga Magjike 9 där han framförde låten "Gocë trendy". Han tog sig dock inte vidare till finalen. 2011 gjorde han comeback i tävlingen med låten "K'no" i Kënga Magjike 13. Han tilldelades dock inget pris i finalen av tävlingen.
2010 deltog han i den albanska upplagan av dokusåpan Big Brother. Han blev utröstad efter att ha varit i huset i 99 dagar.
2010 släppte han tillsammans med sångaren Sinan Hoxha låten "Adrenalina" vars musikvideo fått över 10 miljoner visningar på Youtube. 2011 släppte de ytterligare en låt, med titeln "Bjondina". Samma år släppte han tillsammans med Hoxha och Meda låten "Kuq e zi". Låten är hans hittills mest framgångsrika på Youtube och har fått över 11 miljoner visningar.
2012 släppte han den egna låten "Çika e zemrës sime" med musikvideo och under sommaren 2012 släppte han tillsammans med sångerskan Mimoza Shkodra låten "Parë parë". 
Qalliu har även deltagit i musiktävlingen Top Fest. 2009 deltog han i Top Fest 6 med låten "Tipi i keq i femrës".

## Diskografi

### Singlar
- 2006 – "Unë dhe ti"
- 2007 – "Gocë trendy"
- 2009 – "Tipi i keq i femrës"
- 2010 – "Extasy"
- 2010 – "Adrenalina"
- 2011 – "Bjondina"
- 2011 – "K'no"
- 2011 – "Kuq e zi"
- 2012 – "Çika e zemrës sime"
- 2012 – "Parë parë"
- 2012 – "Karajfil i vogël"